# 大山村 (徳島県)
大山村（おおやまそん）は、徳島県にあった村である。1955年3月31日、合併して板野郡上板町となり消滅した。

## 歴史
- 1889年10月1日 - 町村制施行に伴い、板野郡西分村、椎本村、神宅村が合併し、大山村が成立。
- 1955年3月31日 - 板野郡松島町、名西郡高志村と合併して上板町となり消滅。

## 経済

### 産業
農業
『大日本篤農家名鑑』によれば大山村の篤農家は「清水彌三郎、松家昇次、坂東禎蔵、小森玄一郎、黒田虎之助、河野豊太郎、西岡秀次郎、西木庄五郎、瀬川順一」などがいた。

## 出身・ゆかりのある人物
- 野口英夫（山梨日日新聞社長）
- 阿部賢一（早稲田大学第8代総長）